# 武侯街道
武侯街道，是中华人民共和国河南省南阳市卧龙区下辖的一个乡镇级行政单位。

## 行政区划
武侯街道下辖以下地区：
武侯社区、站南社区、北京路社区、师院北社区、二胶厂社区、医专东社区、崔庄村社区、毛庄村和姜沟村。